# 1501 Baade
1501 Baade је астероид главног астероидног појаса. Приближан пречник астероида је 11,05 ,
а средња удаљеност астероида од Сунца износи 2,544 астрономских јединица (АЈ).
Инклинација (нагиб) орбите у односу на раван еклиптике је 7,323 степени, а орбитални период износи 1482,554 дана (4,059 године). Ексцентрицитет орбите астероида износи 0,241.
Апсолутна магнитуда астероида износи 12,10 а геометријски албедо 0,209.
Астероид је откривен 20. октобра 1938. године.